# TXNDC9
TXNDC9‏ (Thioredoxin domain containing 9) هوَ بروتين يُشَفر بواسطة جين TXNDC9 في الإنسان.